# Chapelle de Jésus-Enfant
La chapelle de Jésus-Enfant, également appelée chapelle des catéchismes, est une chapelle de style néogothique anglais située au 29 rue Las-Cases dans le 7e arrondissement de Paris et dépendant de la paroisse Sainte-Clotilde.
Elle fait l’objet d’une inscription au titre des monuments historiques depuis le 2 avril 1979.

## Histoire
Elle est construite entre 1878 et 1881 par l'architecte Hippolyte Destailleur à l'initiative de l'abbé Hamelin, premier recteur de la basilique Sainte-Clotilde, afin d'y accueillir les enfants du catéchisme .
Le 16 mars 1956, Jacques Chirac, futur président de la République française entre 1995 et 2007, y épouse Bernadette Chodron de Courcel.
En 1988 un orgue Cavaillé-Coll datant de 1830 et provenant du couvent des Carmes-Billettes est installé dans la tribune.

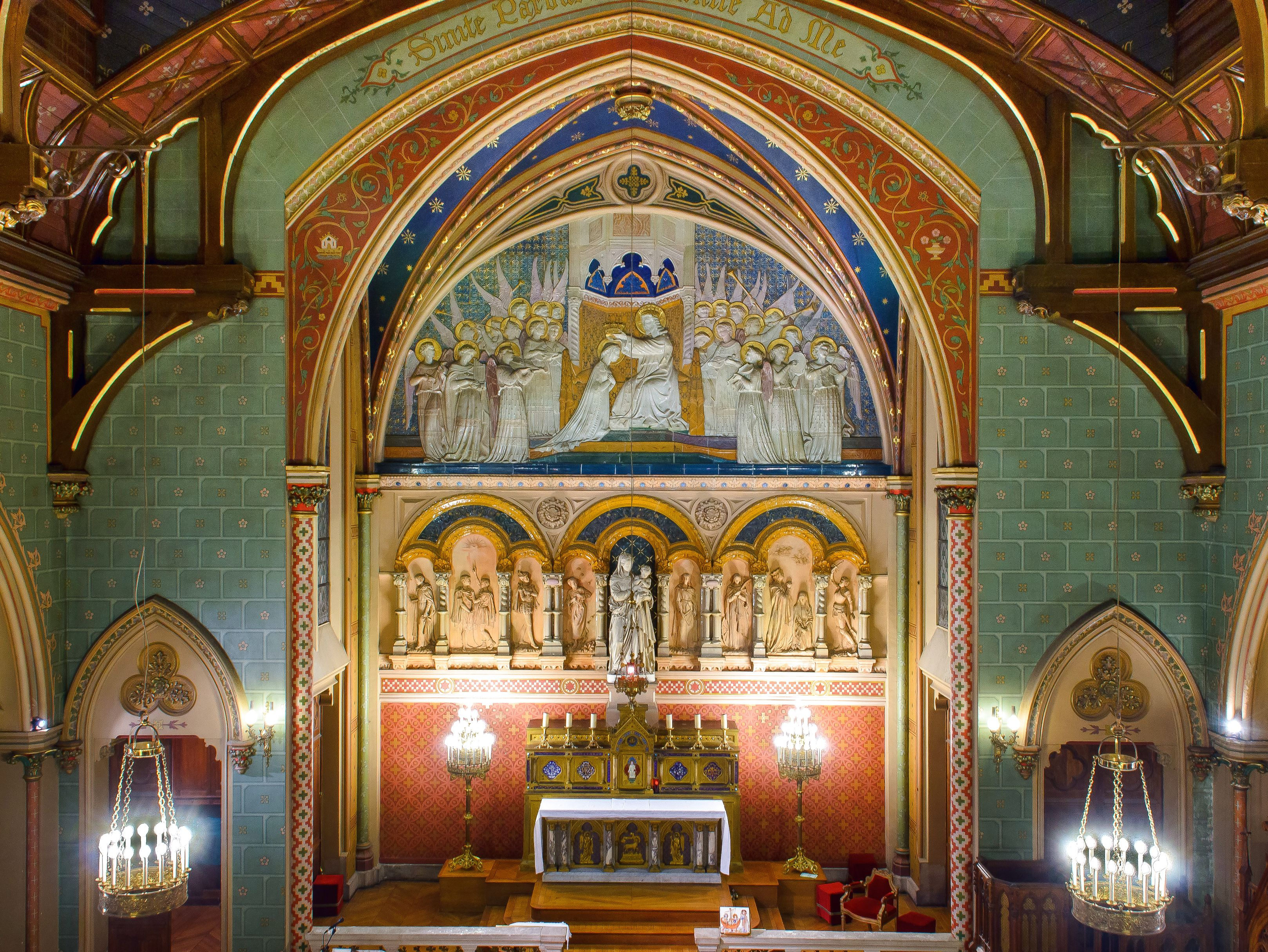
Le chœur vu de la tribune d'orgue.

## Description
De style néogothique anglais, la chapelle se distingue par une voûte en bois polychrome en forme de berceau  brisé et lambrissée de caissons, inspirée de Westminster Hall. 
Dans l'abside, au-dessus de l'autel en bronze doré réalisé par l'orfèvre Jean-Alexandre Chertier, une grande composition en céramique de Gaston Virebent, inspirée du tableau de Fra Angelico, représente le Couronnement de la Vierge.